# 사생팬
사생팬(私生 - , 영어: Sasaeng fan, obsessive fan, stan fan)은 K-pop 및 한류에 종사하는 가수, 배우, 모델 등 연예인을 대상으로 쫒아다니는 극성팬이다. 사생팬의 어원은 사(私)와 생(生)과 영어의 fan을 합친 단어이다.
사생팬은 일반적인 팬으로 보지 않고 사회 문제이자 스토킹의 일종으로 보고 있다. 주거침입, 사생활, 초상권, 개인정보 침해 등의 문제가 이야기되고 있다.

## 같이 보기
- 더 팬 (영화) - 미국판 스포츠스타 사생팬을 소재로 한 1996년 영화